# Kaltenbachteiche
Die Kaltenbachteiche sind eine Gruppe aus sieben größeren und mehreren kleineren künstlichen Seen entlang des Laufes des Kaltenbachs in den Rosenheimer Stammbeckenmooren. Sie wurden zur Fischzucht angelegt.
Ein Teil der Teiche befindet sich im Fauna-Flora-Habitat (FFH) Auer Weidmoos mit Kalten und Kaltenaue.